# Barbara Licha
Barbara Licha (ur. 1957 w Rawie Mazowieckiej) – malarka, grafik, fotograf. 
W latach 1978–1981 studiowała na Wydziale Malarstwa, Grafiki i Rzeźby w Akademii Sztuk Pięknych we Wrocławiu. W 1981 we Włoszech, studiowała indywidualnie malarstwo i rysunek, a pod koniec 1982 roku wyjechała do Australii. Powrót do kraju uniemożliwił jej stan wojenny w Polsce. W Australii kontynuowała studia artystyczne w City Art Institute w Sydney (1985–1988). Studia kończyła uzyskaniem dyplomu w 1989 roku. 
Przez rok brała udział w pracach wrocławskiej Grupy „RYS”. Uczestniczyła w niektórych wystawach „RYSu”, tworzyła ekslibrisy do tek zbiorowych. Z tego okresu pochodzą jej nieliczne ekslibrisy, które wykonywała w linorycie i rysunku. W swoim dorobku ma kilkanaście prac. Po wyjeździe z Polski zaprzestała tworzenia znaków książkowych i zajęła się przede wszystkim malarstwem.

## Wystawy
Barbara Licha uczestniczyła w wielu wystawach zbiorowych, a także miała liczne indywidualne prezentacje. Własne wystawy prezentowała we:
- Wrocławiu (1979, 1990)
- Perth (2000)
- Adelaide (2000, 2003, 2007)
- Canberra (2001, 2003, 2004)
- Sydney (1984, 1989, lata 1990–1992, 1994, 1995, 1997, 1998, 2000, lata 2002–2004 i w latach 2006–2011).

W zbiorowych zaś uczestniczyła w:
- Rzeszowie (1980, ekslibris)
- Canberra (1983, rysunek)
- Bathurst w Australii (1986, grafika)
- Melbourne (1987, litografia)
- Sydney (1988, malarstwo)
- Lublin (1989, grafika)
- Melbourne (1990, targi sztuki)
- Wrocław (1991)
- Sydney (1994, 1997, lata 1999–2002).

W 1991 r. jej prace wystawione zostały na zbiorowej wystawie „Jesteśmy –  suplement wrocławski” we wrocławskiej galerii „W Pasażu”. Wystawa ta była prezentowana równolegle do największej prezentacji polskiej twórczości emigracyjnej w Warszawie „Jesteśmy" Zachęcie.